# Luché-Thouarsais
Luché-Thouarsais is een gemeente in het Franse departement Deux-Sèvres (regio Nouvelle-Aquitaine) en telt 327 inwoners (1999). De plaats maakt deel uit van het arrondissement Bressuire.

## Geografie
De oppervlakte van Luché-Thouarsais bedraagt 13,4 km², de bevolkingsdichtheid is 24,4 inwoners per km².
De onderstaande kaart toont de ligging van Luché-Thouarsais met de belangrijkste infrastructuur en aangrenzende gemeenten.

## Demografie
Onderstaande figuur toont het verloop van het inwonertal (bron: INSEE-tellingen).